# Christine Hocq
Christine Hocq (Casablanca, 12 augustus 1970) is een voormalig Franse triatlete. Ze nam eenmaal deel aan de Olympische Spelen, maar won hierbij geen medailles.
Hocq maakte haar olympische debuut op de Olympische Spelen van Sydney op het sportonderdeel triatlon. Daar haalde ze een achtste plaats in een tijd van 2:03.01,90. Haar splittijden waren 19.43,78 voor het zwemmen, 1:05.33,90 voor het fietsen, en 37.44,22 voor het lopen.
Ze is aangesloten bij Sedin.

## Palmares

### triatlon
- 1996: 21e EK olympische afstand in Szombathely - 2:06.37
- 1997: 27e WK olympische afstand in Perth - 2:04.51
- 1998: 23e WK olympische afstand in Lausanne - 2:13.33
- 1999: DNF WK olympische afstand in Montreal
- 2000: 8e Olympische Spelen in Sydney - 2:03.01,90